# Conargo
Conargo est une localité australienne située dans le conseil de la rivière Edward et la Riverina, en Nouvelle-Galles du Sud. Elle est établie à 676 km au sud-ouest de Sydney sur la Billabong Creek, un affluent de la Murrumbidgee. La population s'élevait à 123 habitants en 2016. 
Le village est au centre d'une région d'élevage de moutons notamment mérinos.